# Trigonidomimus belfraegei
Trigonidomimus belfraegei is een rechtvleugelig insect uit de familie krekels (Gryllidae). De wetenschappelijke naam van deze soort is voor het eerst geldig gepubliceerd in 1912 door Caudell.